# Popiołomierz
Popiołomierz – urządzenie służące do pomiaru jakości węgla kamiennego (lub innego paliwa stałego np. węgla brunatnego lub lignitu), poprzez pomiar zawartości substancji niepalnych, a więc niepodlegających procesowi spalania. Początkowo były to tylko urządzenia radiometryczne wymagające do pracy źródła promieniowania jonizującego gamma. Działanie takich urządzeń zostało oparte na pomiarze pochłaniania dwóch wiązek promieniowania o różnych energiach. Niskoenergetyczna wiązka promieniowania, zostaje osłabiona przez popiół, którego liczba atomowa jest wielokrotnie większa od liczby atomowej substancji palnej oraz od warstwy węgla na taśmociągu. Natomiast osłabienie wiązki wysokoenergetycznej zależeć będzie niemal wyłącznie od masy powierzchniowej węgla. Dzięki temu można z dużą dokądnością, w sposób ciągły (np na taśmociągu) mierzyć zawartość popiołu w węglu.
Obecnie dzięki postępowi w budowie popiołomierzy możliwe zostało wyeliminowanie elementu radioaktywnego, na rzecz pomiaru naturalnego promieniowania gamma badanego materiału, lub poprzez zastosowanie czujników optycznych.
Powstały również konstrukcje przenośne, pozwalające na bezpośredni pomiar zawartości popiołu węgla składowanego na hałdach, samochodach i wagonach. Ich producentami są polska firma EMAG (popiołomierz Walker) oraz angielska Bretby Gammatech (Ash probe).